# АК-02
АК-02 або АКА-02 — артилерійський катер про проєкту В-376У Військово-Морських Сил України. Бортовий номер U-173.

## Історія
Катер АКА-02 побудований у 1971 році на Сосновському суднобудівному заводі під заводським номером №1652 для Чорноморського флоту СРСР. До складу ВМСУ увійшов 7 жовтня 1998 р. як рейдовий катер. Згодом перекласифікований як артилерійський катер. Станом на 2019 рік входив до складу 24-го дивізіону річкових катерів ВМС Збройних Сил України, базувався у місті Очаків. 

## ТТХ
- Повна водотоннажність судна складає 37 т.
- Довжина катера — 21 м.
- Ширина — 4 м.
- Осадка — 1 м.
- 1 дизельний двигун 3Д6С на 150 к.с., що дозволяє катеру розвивати максимальну швидкість до 10 вузлів.
- Дальність плавання складає 860 миль при крейсерській швидкості у 8,5 вузлів
- Озброєння складається з однієї спареної кулеметно-тумбової установки ТУ-2М-1 калібром 12.7 мм.
- На катері присутня РЛС "Дон"